# لاخا
لاخا هي مدينة وبلدية تقع في إقليم بيو بيو في تشيلي. مدينة لاخا هي عاصمة البلدية.

## الجغرافية
يحدها من الشمال نهر لاخا، ومن الغرب نهر بيو بيو، ومن الجنوب والشرق بلدية لوس أنخليس.

## التركيبة السكانية
وفقًا لتعداد عام 2002 الذي أجراه المعهد الوطني للإحصاء، تمتد لاخا على مساحة 339.8 كيلومتر مربع (131 ميل2) ويقطنها 22404 نسمة (11113 رجلاً و11291 امرأة). يعيش منهم نحو 16288 (72.7٪) في المناطق الحضرية و6116 (27.3٪) في المناطق الريفية. انخفض عدد السكان بنسبة 8٪ (1946 نسمة) بين تعدادي 1992 و2002.

## الإدارة
كبلدية، لاخا هي قسم إداري من المستوى الثالث في تشيلي يديرها مجلس بلدي، يرأسه عمدة يتم انتخابه مباشرة كل أربع سنوات.

## روابط خارجية
- (بالإسبانية) بلدية لاخا